# Bob Welch (baseball)
Pour les articles homonymes, voir Bob Welch et Welch.
Robert Lynn Welch (né le 3 novembre 1956 à Detroit, Michigan, États-Unis, mort le 9 juin 2014 à Seal Beach, Californie, États-Unis) est un lanceur droitier de baseball qui a joué dans les Ligues majeures de 1978 à 1994 pour les Dodgers de Los Angeles et les Athletics d'Oakland. 
Ce gagnant de 211 victoires en carrière a remporté le trophée Cy Young du meilleur lanceur de la Ligue américaine de baseball en 1990 grâce à une saison de 27 victoires. Aucun lanceur du baseball majeur n'a remporté autant de matchs en une saison depuis. Deux fois sélectionné pour le match des étoiles, Bob Welch a remporté la Série mondiale deux fois comme joueur, en 1981 et 1989, et une fois comme instructeur en 2001.

## Carrière de joueur

### Dodgers de Los Angeles
Bob Welch est un choix de première ronde (deuxième joueur sélectionné au total) des Dodgers de Los Angeles en 1977. Il joue son premier match dans les majeures le 20 juin 1978. Il lance 23 parties, dont 13 comme lanceur partant et présente une fiche de 7-4 avec une excellente moyenne de points mérités de 2,02 en 111 manches et un tiers au monticule. Le joueur recrue fait 4 présences en séries éliminatoires, mais comme releveur : il est crédité d'une victoire à son unique apparition en Série de championnat de la Ligue nationale face aux Phillies de Philadelphie, puis lance trois fois en finale contre les Yankees de New York. Il enregistre un sauvetage dans le match #2. Alors qu'il s'amène pour protéger une mince avance d'un point avec un seul retrait et un coureur au deuxième but, il élimine les deux frappeurs des Yankees, mettant fin au match en retirant le dangereux Reggie Jackson sur trois prises Après avoir perdu les deux premiers matchs de la série, les Yankees l'emportent en six parties.
Welch est utilisé pour la première fois exclusivement dans un rôle de partant au cours de la saison 1980, remportant 14 gains en 32 départs. Il participe à son premier match d'étoiles avec l'équipe de la Ligue nationale.
En 1981, il affiche un dossier gagnant de 9-4 en 23 départs en saison régulière. Les Dodgers lui confient la balle en relève lors de la Série de division contre Philadelphie et la Série de championnat contre Montréal. Il effectue un départ en Série mondiale lors du match #4 mais les Yankees le chassent de la rencontre sans qu'il n'ait enregistré un seul retrait. Il aura affronté seulement 4 frappeurs, accordant 3 coups sûrs, un but-sur-balles et 2 points. Toutefois, les Dodgers remportent la finale, permettant à Welch de savourer un premier titre en carrière.
De 1982 à 1984, Welch connaît des saisons de 16, 15 et 13 victoires. Il impressionne encore davantage en 1985 avec 14 victoires contre à peine 4 défaites et une moyenne de points mérités de 2,31 en 167,1 manches lancées.
En 1986, il connaît sa première saison perdante depuis 1979 avec une fiche de 7-13 mais rebondit en 1987 avec un dossier de 15-9 et 4 blanchissages, un sommet dans la Nationale.

### Athletics d'Oakland
En décembre 1987, Welch est impliqué dans une transaction à 3 équipes qui s'échangent 7 joueurs. Il passe alors aux Athletics d'Oakland. Outre les Dodgers, les Mets de New York faisaient aussi partie de la transaction.
Welch s'impose rapidement chez les A's avec deux saisons consécutives de 17 gains. De 1988 à 1990, Oakland remporte le championnat de la division Ouest de la Ligue américaine et atteint chaque fois la Série mondiale. Après avoir perdu la première année contre l'ancienne équipe de Welch, les Dodgers, les A's remportent la Série mondiale 1989 sur San Francisco.
En 1990, Bob Welch remporte un sommet dans les majeures de 27 victoires et n'est crédité que de 6 défaites. Sa moyenne de points mérités s'élève à 2,95. Il est le lanceur à gagner le plus de match depuis les 27 victoires de Steve Carlton en 1972. En date de 2009, Welch est aussi le dernier lanceur à avoir remporté plus de 25 parties en une saison. Il remporte le trophée Cy Young dans la Ligue américaine. Les A's retournent en Série mondiale, pour être battus cette fois par les Reds de Cincinnati.
Welch remporte 12 et 11 victoires au cours des deux années suivantes, et termine sa carrière en 1994 avec Oakland.
En 506 parties dans les majeures, dont 462 départs, et 3092 manches lancées, Bob Welch a remporté 211 victoires contre 146 défaites. Il a réussi 1969 retraits sur des prises et maintenu une moyenne de points mérités de 3,47. En séries éliminatoires, il montre un dossier de 3-3 en 17 parties et une moyenne de 4,56.

## Carrière d'instructeur
Dans les années 1990, après sa retraite de joueur, Bob Welch est instructeur des lanceurs des Sun Devils d'Arizona State, un club de baseball universitaire.
Il est instructeur des lanceurs des Diamondbacks de l'Arizona de la Ligue majeure de baseball en 2001, année où l'équipe remporte la Série mondiale.

## Vie personnelle
En 1991, Bob Welch a écrit en collaboration avec George Vecsey, un journaliste sportif du New York Times, le livre Five O'Clock Comes Early: A Cy Young Award-Winner Recounts His Greatest Victory, où l'athlète raconte sa victoire sur l'alcoolisme.
Welch meurt le 9 juin 2014 à Seal Beach, en Californie, à l'âge de 57 ans,. La cause du décès est un traumatisme cervical consécutif à une chute dans sa salle de bain.